# Estación Cajueiro Seco
La Estación Cajueiro Seco, inaugurada en 2009, es una de las estaciones del Metro de Recife y del VLT de Recife, situada en Jaboatão dos Guararapes, entre la Estación Prazeres, la Estación Marcos Freire y la Estación Ângelo de Souza. Es una de las estaciones terminales de la Línea Curado–Cajueiro Seco y de la Línea Cajueiro Seco–Cabo del VLT de Recife. También es una de las estaciones terminales de la Línea Sur del Metro de Recife.

## Características
La estación está compuesta por dos plataformas: una, junto a la pared, recibe los trenes eléctricos de la Línea Sul procedentes de Recife. La segunda, de tipo "isla", es ladeada por dos conjuntos de railes; de un lado, parten los trenes del Metro con destino a Recife; de la otra, llegan y salen las locomotoras diésel, alternando entre las estaciones Cabo y Curado. Al llegar a la plataforma de Cajueiro, la locomotora diésel se desacopla de los vagones y maniobra hasta la otra punta de la composición, poniéndose camino de regreso a la estación de donde vino. El tren que viene de Curado no sigue hasta el Cabo, y viceversa, salvo circunstancias especiales. En 2013 la Estación Cajueiro Seco del Metro de Recife estará unida a la Terminal intermodal de autobuses de Cajueiro Seco y posibilitará la integración entre metro y autobús, con una única tarifa por sentido, entre la capital pernambucana y el municipio de Cabo de Santo Agostinho.
La plataforma junto a la pared tiene placas señalizadoras en azul, color de la Línea Sul; En la "isla" hay placas blancas, señal para indicar que sirve a más de una línea.

## VLT de Recife
La estación forma parte, desde 2011, de dos líneas del VLT de Recife, funcionando como punto de unión entre la Línea Cajueiro Seco–Cabo y la Línea Curado–Cajueiro Seco.
Ambos ramaless son actualmente operados por locomotoras ALCO RS-8, pero, a partir de 2012, el tramo Sur será servido por trenes ligeros, o VLTs), mientras que el tramo de Lacerda continuará provisionalmente con las locomotoras. Cajueiro, como punto de intercambio entre el Metro eléctrico y los dos ramales diesel, será, así, el único lugar del sistema donde tres tipos de vehículos diferentes convergerán.